# Казахстан на летних Азиатских играх 1994
На Летних Азиатских играх 1994 года в Хиросиме Казахстан представляла делегация из 210 спортсменов и 83 официальных лиц. Спортсмены завоевали 25 золотых, 26 серебряных и 26 бронзовых медалей, что вывело страну на 4-е место в неофициальном командном зачёте.

## Предыстория
Так как Национальный Олимпийский комитет СССР не входил в Олимпийский совет Азии, то до 1991 года спортсмены Казахстана не могли участвовать в Азиатских играх. Однако после распада Советского Союза на Генеральной Ассамблее Олимпийского Совета Азии, проходившей в Хиросиме в апреле 1992 года, было принято решение о том, что Казахстан, Кыргызстан, Таджикистан, Туркменистан, Узбекистан имеют право участвовать в Азиадах. Летние Азиатские игры 1994 года стали первой Азиадой, в которой участвовали спортсмены из Казахстана.

## Медалисты
| Медаль | Спортсмен | Вид                         | Дисциплина                                  |
| ------ | --- | --------------------------- | ------------------------------------------- |
| Золото | Сергей Корепанов | Лёгкая атлетика             | ходьба на 50 км, мужчины                    |
| Золото | Игорь Потапович | Лёгкая атлетика             | прыжок с шестом, мужчины                    |
| Золото | Олег Сакиркин | Лёгкая атлетика             | тройной прыжок, мужчины                     |
| Золото | Ольга Шишигина | Лёгкая атлетика             | бег на 100 м с барьерами, женщины           |
| Золото | Нуржан Сманов | бокс                        | до 67 кг, мужчины                           |
| Золото | Канатбек Шагатаев | бокс                        | до 71 кг, мужчины                           |
| Золото | Константин Негодяев | гребля на байдарках и каноэ | C-1 500 м, мужчины                          |
| Золото | Константин Негодяев, Сергей Сергеев | гребля на байдарках и каноэ | C-2 500 м, мужчины                          |
| Золото | Константин Негодяев, Сергей Сергеев | гребля на байдарках и каноэ | C-2 1000 м, мужчины                         |
| Золото | Дмитрий Исаак, Сергей Скрипник | гребля на байдарках и каноэ | К-2 1000 м, мужчины                         |
| Золото | Андрей Кивилёв | велоспорт                   | шоссейные гонки, мужчины                    |
| Золото | Сергей Лавриненко, Андрей Мизуров, Михаил Тетерюк, Александр Винокуров | велоспорт                   | шоссейные командные гонки, мужчины          |
| Золото | Вадим Кравченко | велоспорт                   | индивидуальная гонка преследования, мужчины |
| Золото | Дмитрий Димов, Андрей Мазанов, Алексей Писцов, Сергей Шабалин, Юрий Цветов | фехтование                  | командная шпага, мужчины                    |
| Золото | Александр Парыгин, Олег Ребров, Дмитрий Тюрин | современное пятиборье       | команда, мужчины                            |
| Золото | Владимир Вохмянин | стрельба пулевая            | скорострельный пистолет 25 м, мужчины       |
| Золото | Сергей Беляев | стрельба пулевая            | винтовка лёжа 50 м, мужчины                 |
| Золото | Сергей Беляев | стрельба пулевая            | винтовка с колена 50 м, мужчины             |
| Золото | Сергей Колос, Сергей Шахворостов, Иван Стручаев | стрельба пулевая            | скит команда, мужчины                       |
| Золото | Алексей Ховрин | Плавание                    | 50 м вольным стилем, мужчины                |
| Золото | Константин Чернов, Сергей Дроздов, Александр Эльке, Игорь Харитонов, Александр Коротков, Андрей Крюков, Нурлан Мендыгалиев, Аскар Оразалинов, Евгений Прохин, Томас Шертвитис, Артемий Севостьянов, Игорь Загоруйко, Евгений Жиляев | водное поло                 | мужчины                                     |
| Золото | Вячеслав Ню | тяжёлая атлетика            | до 83 кг, мужчины                           |
| Золото | Андрей Макаров | тяжёлая атлетика            | до 91 кг, мужчины                           |
| Золото | Сергей Копытов | тяжёлая атлетика            | до 99 кг, мужчины                           |
| Золото | Маулен Мамыров | борьба вольная              | до 52 кг, мужчины                           |
| Золото | Юрий Мельниченко | борьба классическая         | до 57 кг, мужчины                           |
| Золото | Даулет Турлыханов | борьба классическая         | до 82 кг, мужчины                           |

| Медаль  | Спортсмен                                                               | Вид                   | Дисциплина                                     |
| ------- | ----------------------------------------------------------------------- | --------------------- | ---------------------------------------------- |
| Серебро | Виталий Савин                                                           | Лёгкая атлетика       | бег на 100 м, мужчины                          |
| Серебро | Григорий Егоров                                                         | Лёгкая атлетика       | прыжок с шестом, мужчины                       |
| Серебро | Сергей Рубцов                                                           | Лёгкая атлетика       | толкание ядра, мужчины                         |
| Серебро | Светлана Залевская                                                      | Лёгкая атлетика       | прыжок в высоту, женщины                       |
| Серебро | Аркадий Топаев                                                          | бокс                  | до 75 кг, мужчины                              |
| Серебро | Александр Винокуров                                                     | велоспорт             | шоссейные гонки, мужчины                       |
| Серебро | Вадим Кравченко                                                         | велоспорт             | гонка по очкам, мужчины                        |
| Серебро | Сергей Коннов, Вадим Кравченко, Сергей Лавриненко, Александр Надобенко, | велоспорт             | командная гонка преследования, мужчины         |
| Серебро | Алексей Писцов                                                          | фехтование            | индивидуальная шпага, мужчины                  |
| Серебро | Сергей Федорченко                                                       | гимнастика            | вольные упражнения, мужчины                    |
| Серебро | Иван Каразельди                                                         | дзюдо                 | до 65 кг, мужчины                              |
| Серебро | Сергей Алимжанов                                                        | дзюдо                 | до 86 кг, мужчины                              |
| Серебро | Александр Парыгин                                                       | современное пятиборье | индивидуальный зачёт, мужчины                  |
| Серебро | Валерий Ковалёв, Игорь Шмоткин, Владимир Вохмянин                       | стрельба пулевая      | скорострельный пистолет 25 м, команда, мужчины |
| Серебро | Валерий Ковалёв, Игорь Шмоткин, Владимир Вохмянин                       | стрельба пулевая      | стандартный пистолет 25 м, команда, мужчины    |
| Серебро | Сергей Беляев                                                           | стрельба пулевая      | винтовка 3 позиции 50 м, мужчины               |
| Серебро | Сергей Беляев, Александр Мельситов, Юрий Мельситов                      | стрельба пулевая      | винтовка 3 позиции 50 м, команда, мужчины      |
| Серебро | Сергей Борисенко                                                        | Плавание              | 100 м вольным стилем, мужчины                  |
| Серебро | Алексей Ховрин, Алексей Егоров, Сергей Ушкалов, Сергей Борисенко        | Плавание              | эстафета 4 х 100 м вольным стилем, мужчины     |
| Серебро | Анатолий Храпатый                                                       | тяжёлая атлетика      | до 91 кг, мужчины                              |
| Серебро | Эльмади Жабраилов                                                       | борьба вольная        | до 82 кг, мужчины                              |
| Серебро | Игорь Климов                                                            | борьба вольная        | до 130 кг, мужчины                             |
| Серебро | Ахметулла Нуров                                                         | борьба классическая   | до 62 кг, мужчины                              |
| Серебро | Руслан Жумабеков                                                        | борьба классическая   | до 74 кг, мужчины                              |
| Серебро | Виталий Лейкин                                                          | борьба классическая   | до 100 кг, мужчины                             |

| Медаль | Спортсмен                                                             | Вид                         | Дисциплина                              |
| ------ | --------------------------------------------------------------------- | --------------------------- | --------------------------------------- |
| Бронза | Вадим Шикарев, Виталий Шин, Владимир Ешеев                            | Стрельба из лука            | команда, мужчины                        |
| Бронза | Валерий Борисов                                                       | Лёгкая атлетика             | ходьба на 20 км, мужчины                |
| Бронза | Сергей Арзамасов                                                      | Лёгкая атлетика             | тройной прыжок, мужчины                 |
| Бронза | Наталья Торшина                                                       | Лёгкая атлетика             | бег на 400 м с барьерами, женщины       |
| Бронза | Болат Ниязымбетов                                                     | бокс                        | до 63,5 кг, мужчины                     |
| Бронза | Василий Жиров                                                         | бокс                        | до 81 кг, мужчины                       |
| Бронза | Евгений Егоров                                                        | гребля на байдарках и каноэ | К-1 500 м, мужчины                      |
| Бронза | Евгений Егоров                                                        | гребля на байдарках и каноэ | К-1 1000 м, мужчины                     |
| Бронза | Дмитрий Исаак, Сергей Скрипник                                        | гребля на байдарках и каноэ | К-2 500 м, мужчины                      |
| Бронза | Наталья Чикина                                                        | прыжки в воду               | 10 м, женщины                           |
| Бронза | Сергей Шабалин                                                        | фехтование                  | индивидуальная шпага, мужчины           |
| Бронза | Сергей Федорченко                                                     | гимнастика                  | перекладина, мужчины                    |
| Бронза | Ирина Евдокимова                                                      | гимнастика                  | бревно, женщины                         |
| Бронза | Ирина Евдокимова                                                      | гимнастика                  | вольные упражнения, женщины             |
| Бронза | Серик Адиганов                                                        | дзюдо                       | до 60 кг, мужчины                       |
| Бронза | Исмаил Вечегуров                                                      | дзюдо                       | до 71 кг, мужчины                       |
| Бронза | Сергей Шакимов                                                        | дзюдо                       | до 95 кг, мужчины                       |
| Бронза | Георгий Бартенев                                                      | академическая гребля        | одиночка, мужчины                       |
| Бронза | Сергей Беляев, Александр Мельситов, Юрий Мельситов                    | стрельба пулевая            | винтовка лёжа 50 м, команда, мужчины    |
| Бронза | Иван Стручаев                                                         | стрельба пулевая            | скит, мужчины                           |
| Бронза | Дина Аспандиярова, Зауреш Байбусинова, Галина Беляева                 | стрельба пулевая            | пистолет 25 м, команда, мужчины         |
| Бронза | Сергей Борисенко                                                      | Плавание                    | 50 м вольным стилем, мужчины            |
| Бронза | Алексей Егоров                                                        | Плавание                    | 100 м вольным стилем, мужчины           |
| Бронза | Сергей Ушкалов, Александр Савицкий, Андрей Гаврилов, Сергей Борисенко | Плавание                    | комплексная эстафета 4 х 100 м, мужчины |
| Бронза | Василий Позёмин                                                       | тяжёлая атлетика            | до 70 кг, мужчины                       |
| Бронза | Рафаил Зиганчин                                                       | тяжёлая атлетика            | до 108 кг, мужчины                      |
| Бронза | Ислам Байрамуков                                                      | борьба вольная              | до 90 кг, мужчины                       |